# Torneio de Montreux de 1982
O Torneio de Montreux de 1982 foi a 49ª edição do Torneio de Montreux.

## Resultados
|   | Equipa             | Pts | J | V | E | D | GM | GS | DG  |
| - | ------------------ | --- | - | - | - | - | -- | -- | --- |
| 1 | Itália             | 14  | 8 | 7 | 0 | 1 | 45 | 17 | 28  |
| 2 | Argentina          | 14  | 8 | 7 | 0 | 1 | 63 | 15 | 48  |
| 3 | Portugal           | 12  | 8 | 6 | 0 | 2 | 65 | 19 | 46  |
| 4 | Alemanha           | 8   | 8 | 4 | 0 | 4 | 18 | 22 | -4  |
| 5 | Espanha (Cibelles) | 8   | 8 | 3 | 2 | 3 | 24 | 31 | -7  |
| 6 | Holanda            | 7   | 8 | 3 | 1 | 4 | 26 | 35 | -9  |
| 7 | Montreux HC        | 5   | 8 | 2 | 1 | 5 | 21 | 39 | -18 |
| 8 | França             | 4   | 8 | 2 | 0 | 6 | 27 | 55 | -28 |
| 9 | Angola             | 0   | 8 | 0 | 0 | 8 | 13 | 69 | -56 |

|                    | Angola | Países Baixos | Suíça | França | Argentina | Itália | Portugal | Alemanha | Espanha |
| ------------------ | ------ | ------------- | ----- | ------ | --------- | ------ | -------- | -------- | ------- |
| Angola             |        |               |       |        |           |        |          |          |         |
| Holanda            | 5-3    |               |       |        |           |        |          |          |         |
| Montreux HC        | 3-1    | 1-4           |       |        |           |        |          |          |         |
| França             | 13-5   | 2-4           | 3-7   |        |           |        |          |          |         |
| Argentina          | 12-1   | 11-2          | 7-2   | 14-2   |           |        |          |          |         |
| Itália             | 7-0    | 8-3           | 6-1   | 5-2    | 3-2       |        |          |          |         |
| Portugal           | 21-1   | 3-2           | 10-4  | 13-0   | 4-5       | 7-3    |          |          |         |
| Alemanha           | 3-1    | 2-1           | 6-1   | 1-3    | 1-7       | 0-5    | 0-4      |          |         |
| Espanha (Cibelles) | 5-1    | 5-5           | 2-2   | 6-2    | 0-5       | 2-8    | 4-3      | 0-5      |         |

## Classificação final
| Lugar | Seleção           |
| ----- | ----------------- |
|       | Itália            |
|       | Argentina         |
|       | Portugal          |
| 4     | Alemanha          |
| 5     | Espanha (Cibeles) |
| 6     | Holanda           |
| 7     | Montreux HC       |
| 8     | França            |
| 9     | Angola            |

| Torneio Montreux 1982 |
| --------------------- |
| Itália                |
| ITÁLIA 2.º            |